# Chris Tomlin
Christopher Dwayne Tomlin (Grand Saline, Texas; 4 de mayo de 1972), conocido como Chris Tomlin, es un cantante estadounidense de música cristiana ganador del Premio Grammy y numerosos Premios Dove. Es un exmiembro del personal en Austin Stone Community Church y pertenece a la discográfica de EMI, sixstepsrecords. Algunas de sus canciones más conocidas son «How Great Is Our God», «Jesus Messiah», «Amazing Grace (My Chains Are Gone)» y «Our God», que coescribió junto a Matt Redman, Jesse Reeves y Jonas Myrin.
Su álbum más reciente se titula Never Lose Sight y salió a la venta antes de las Passion Conferences 2017, realizada en el Georgia Dome de Atlanta. Tomlin es también uno de los miembros de CompassionArt, una organización benéfica fundada por Martin Smith (de la banda Delirious?) y Anna Smith.

## Biografía
Christopher Dwayne Tomlin nació en Grand Saline, Texas en 1972 y es el hijo mayor de Connie y Donna Tomlin. Sus dos hermanos se llaman Ryan y Cory. A los once años, su padre le regaló su primera guitarra después de la mononucleosis infecciosa que afectó a Chris. A la edad de 13 años, comenzó a cantar en la Iglesia Bautista Main Street en Grand Saline. 
Estudió salud en Tyler Junior College y se graduó en 1992,  luego estudió psicología en la Universidad de Texas A&M en College Station y obtuvo una Licenciatura en Ciencias en 1995.
A mediados de los años 1990, Tomlin ya era un líder de alabanza de las conferencias juveniles de Dawson McAllister, así como en varios campamentos e iglesias de Texas. Tomlin continuó tocando y escribiendo canciones. En 1997, el orador Louie Giglio le preguntó si estaría interesado en trabajar con Passion Conferences. Chris aceptó y desde entonces ha desempeñado un rol importante en el movimiento cristiano.

### Carrera musical

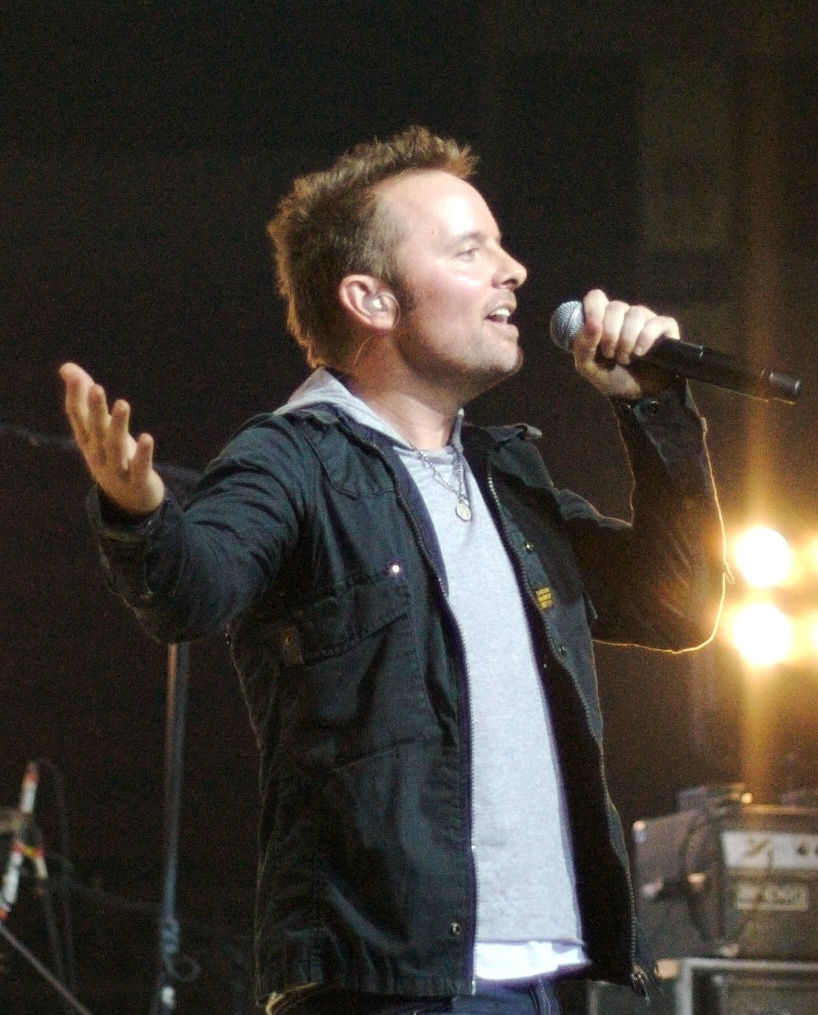
Chris en un concierto en Johnson City, Tennessee.

En 2001, Chris lanzó su primer proyecto como solista titulado The Noise We Make que contiene canciones como «Forever», «Be Glorified», y «Kindness» que llegaron en 2005 al top 200 de las 500 canciones de adoración de Christian Copyright Licensing International (CCLI). Al año siguiente, lanzó el EP en vivo que llevó por nombre 545 y su segundo álbum de estudio titulado Not to Us del cual se desprende el conocido tema «Unchanging». En 2004, Tomlin lanzó Arriving, disco que lo hizo ser conocido y le otorgó muchos premios. De este álbum se desprenden los éxitos «Indescribable» (escrito por Laura Story), «Holy Is the Lord», «How Great Is Our God», «Your Grace Is Enough», «Unfailing Love» y «The Way I Was Made». Los temas «On Our Side» y «Mighty is the Power of the Cross», escritos por Shawn Craig de Phillips, Craig and Dean llegaron en 2005 al top 500 de canciones de adoración según la CCLI En 2008, Arriving recibió certificación de platino por la RIAA.
Un año después, Tomlin lanzó su primer disco en vivo: Live From Austin Music Hall, y en 2006 lanzó su cuarto álbum de estudio: See the Morning, que fue nominado a dos Premios Grammy, recibió certificación dorada por la RIAA y ganó 6 Premios Dove en 2007, incluyendo por segunda vez consecutiva el reconocimiento de "Artista del año". Los tres sencillos de este disco estuvieron en las cinco primeras posiciones del listado de Hot Christian Songs de Billboard y en el primer lugar del R&R' Christian AC Chart.

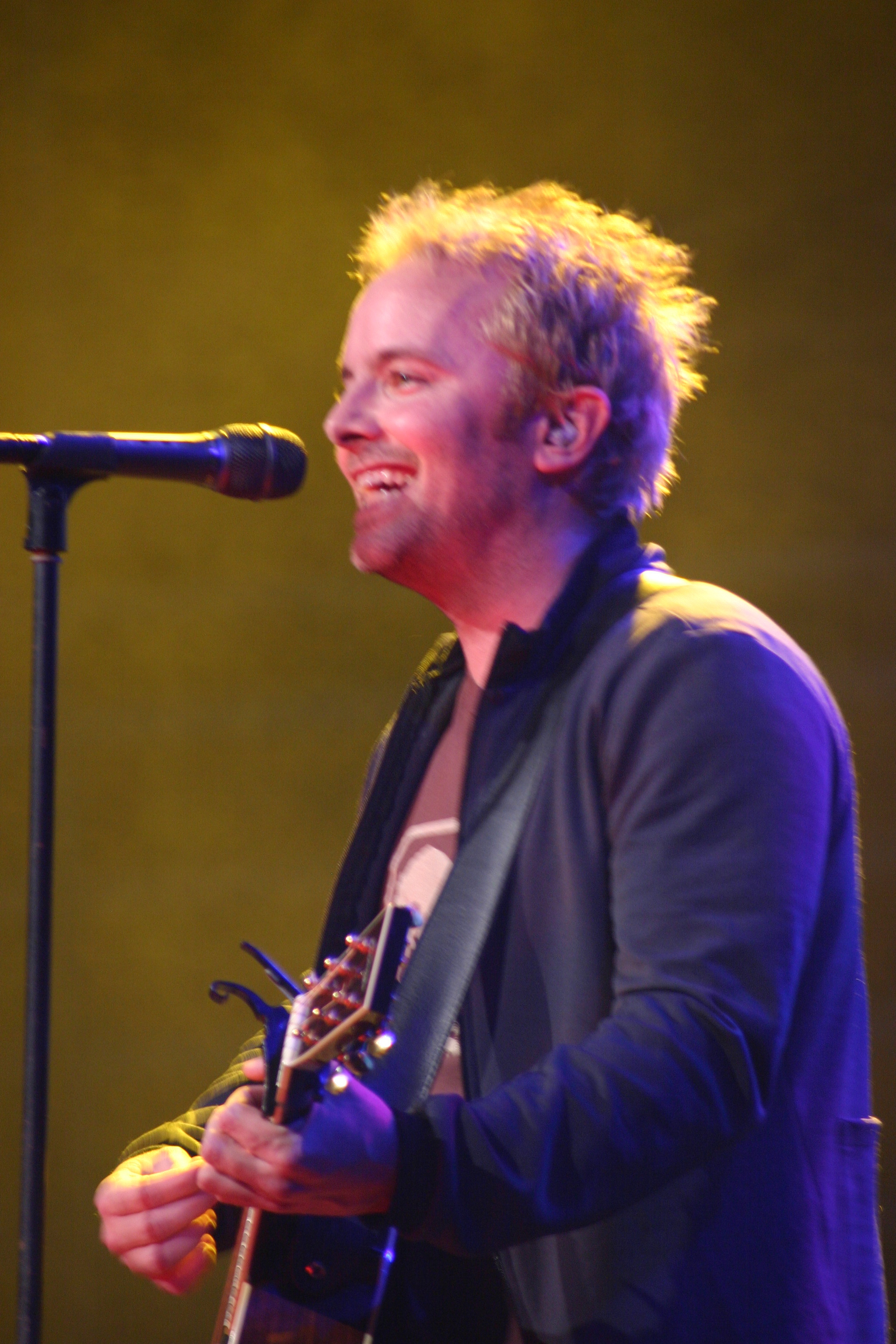
Tomlin en Nashville, Tennessee.

Si bien es un artista solista, Tomlin viaja por el mundo con una banda invariable. Asimismo, escribe varias canciones con la colaboración de los miembros de su grupo. Su banda está compuesta de Daniel Carson (guitarra eléctrica, voces de fondo), Jesse Reeves (bajo, voces de fondo), Travis Nunn (batería) y Matt Gilder (piano, teclados). Tomlin toca la guitarra acústica y el piano, aparte de ser la voz principal. Chris y la banda se juntaron mientras trabajaban en el Harvest Ministry en la iglesia metodista de Woodlands United en Woodlands, Texas a finales de los años 1990.
Según una lista de 25 mejores canciones de adoración de la CCLI realizada en agosto de 2007, cinco de ellas fueron escritas o coescritas por Tomlin: «How Great Is Our God» (1°), «Forever» (5°), «Holy Is the Lord» (7°), «We Fall Down» (12°) e «Indescribable» (22°). En 2008, 6 canciones de Tomlin entraron en la lista de 20 mejores canciones de alabanza y adoración según The Countdown Magazine: éstas son «We Fall Down» (14°), «Forever» (10°), «Holy is the Lord» (8°), «Indescribable» (6°), «Amazing Grace (My Chains Are Gone)» (3°) y «How Great is our God» (1°).
Tomlin ha salido de gira con varios artistas resaltantes de música cristiana contemporánea. En su primera gira fue telonero de Delirious? y ayudó a Steven Curtis Chapman en su All Things New Tour. También viajó con Matt Redman y el orador Louie Giglio en el Indescribable Tour y en el How Great Is Our God Tour y encabezó el See the Morning Tour y el Hello Love Tour con Israel Houghton y New Breed. En verano de 2010, acompañó a TobyMac en el Hello Tonight Tour.
El 14 de junio de 2007, «Indescribable» fue utilizada como el despertador de los tripulantes de la misión STS-117, el día 7. En 2009, Tomlin lanzó un álbum de Navidad titulado Glory in the Highest: Christmas Songs of Worship que incluye tres canciones navideñas inéditas y duetos con Matt Redman, Christy Nockels y Audrey Assad. Llegó al puesto 9 en el Billboard 200 y a la primera ubicación de discos navideños.
En marzo de 2010, Tomlin y su banda anunciaron la grabación de un nuevo álbum de estudio programado para ser lanzado en noviembre de 2010. El 30 de agosto, Tomlin anunció que se llamaría And If Our God Is for Us..., del cual se desprendió el primer sencillo titulado «I Will Follow», lanzado en el 23 de agosto. «I Lift My Hands» llegó a la primera posición del Hot Christian Songs. El álbum le dio a Chris su primer Premio Grammy en 2012, al resultar vencedor en la categoría: mejor álbum de música cristiana contemporánea.
A inicios de 2013, salió a la venta su siguiente álbum, Burning Lights, poco después de la conferencia Passion 2013. Fue producido por Ed Cash, Jason Ingram y Dam Muckala. El primer corte promocional del disco es «Whom Shall I Fear (God of Angel Armies)». El disco debutó en la primera posición del Billboard 200 al vender 73.000 copias según Nielsen SoundScan, convirtiendo a Tomlin en el cuarto artista cristiano en llegar a la primera ubicación del mencionado listado.
En 2014 su disco Love Ran Red generó una gira en todo EE. UU. y fundó "Worship Night In America", con grandes éxitos como «At The Cross», «Jesus, He Loves Me», entre otros.
En 2015 lanzó un remake de su anterior álbum navideño, siendo este titulado "Adore" con la colaboración de varios artistas reconocidos como Lauren Daigle. Y lanzó una gira con David Crowder.
En 2016, en Passion Conferences, debutó Passion Music, la cual es dirigida por Kristian Stanfill, Brett Younker y Madolie Malone, sin la participación de Chris, Matt Redman entre otros de los reconocidos artistas de Passion. Sin embargo estos seguirían siendo miembros fundamentales para Passion Conference.
Ese mismo año lanzó su más reciente disco "Never Lose Sight" con varias canciones como "Good Good Father" "Jesus" "Home", que consistió con varios duetos con Matt Redman, Danny Gokey entre otros.
Al igual que los "Dove Awards" lo honraran con el Premio SoundExchange por 1 billón de reproducciones, un premio que pocos artistas cristianos habían obtenido.

### Vida personal
Tomlin se casó con Lauren Bricken el 9 de noviembre de 2010. Tienen tres hijas: Ashlyn, Madison y Elle. Viven en una propiedad a las afueras de Franklin, Tennessee a la cual han llamado "Peacefield".

## Discografía
| Año  | Álbum                                            | Máxima posición en listas | Máxima posición en listas | Máxima posición en listas |
| Año  | Álbum                                            | Top Christian Albums      | Billboard 200 Albums      | NZ                        |
| ---- | ------------------------------------------------ | ------------------------- | ------------------------- | ------------------------- |
| 1995 | Inside Your Love                                 | -                         | -                         | -                         |
| 1998 | Authentic                                        | -                         | -                         | -                         |
| 1998 | Too Much Free Time                               | -                         | -                         | -                         |
| 2001 | The Noise We Make                                | -                         | -                         | -                         |
| 2002 | Not To Us                                        | -                         | -                         | -                         |
| 2004 | Arriving                                         | 3                         | 39                        | -                         |
| 2006 | See the Morning                                  | 1                         | 15                        | -                         |
| 2008 | Hello Love                                       | 1                         | 9                         | -                         |
| 2009 | Glory in the Highest: Christmas Songs of Worship | 2                         | 19                        | -                         |
| 2010 | And If Our God Is for Us...                      | 1                         | 17                        | 13                        |
| 2011 | How Great Is Our God: The Essential Collection   | 2                         | 40                        | -                         |
| 2013 | Burning Lights                                   | 1                         | 1                         | -                         |
| 2014 | Love Ran Red                                     | 1                         | 8                         | -                         |
| 2015 | Adore: Christmas Songs of Worship                | 1                         | 17                        | -                         |
| 2016 | Never Lose Sight                                 | 1                         | 6                         | -                         |

Álbumes de Passion
- Better Is One Day (1999)
- The Road To One Day (2000)
- One Day: Live (2000)
- Our Love is Loud (2002)
- Sacred Revolution: Songs From OneDay 03 (2003)
- Hymns: Ancient and Modern (2004)
- How Great Is Our God (2005)
- Everything Glorious (2006)
- The Best of Passion (So Far) (2006)
- Live From Passion 07 Pts. 1 & 3 (2007)
- God of This City (2008)
- Awakening (2010)
- Here for You (2011)
- White Flag (2012)
- Let The Future Begins (2013)
- Take It All (2014)
- Even So Come (2015)
- Salvation Tide's Is Rising (2016) [Se grabó en estudio, y Chris solo participó en una canción: God and God Alone]
- Worthy Of Your Name (2017) [God Of The Calvary sería el tema de Chris en este álbum]

Canciones no incluidas en sus álbumes
- «Whisper My Name» - Eterne: Never Be the Same (2000)
- «Salvation» - Pour Over Me - Worship Together Live 2001 (2001)
- «Give Us Clean Hands» - Pour Over Me - Worship Together Live 2001 (2001)
- «Satisfied» - Secrets Of The Vine: Music... A Worship Experience (2002)
- «Lord, I'm Gonna Love You» - Your Love Broke Through (2002)
- «Expressions of Your Love» (junto a Rebecca St. James) - It Takes Two: 15 Collaborations & Duets (2003)
- «Where the Streets Have No Name» - In the Name of Love: Artists United for Africa (2004)
- «You're The One» - Music Inspired by The Chronicles of Narnia: The Lion, the Witch, and the Wardrobe (2005)
- «Angels We Have Heard On High»  - WOW Christmas: Green (2005)
- «Mighty to Save» - Bonus disc included with Fruitcake and Ice Cream DVD (2008)
- «Your Heart» - Music Inspired by The Story (2011)

## Premios y nominaciones
| Año  | Premio                           | Categoría                                                          | Trabajo nominado                                                   | Resultado |
| ---- | -------------------------------- | ------------------------------------------------------------------ | ------------------------------------------------------------------ | --------- |
| 2007 | Premios Grammy                   | Mejor interpretación gospel                                        | «Made To Worship»                                                  | Nominado  |
| 2009 | Premios Grammy                   | Mejor álbum gospel pop/contemporáneo                               | Hello Love                                                         | Nominado  |
| 2011 | Premios Grammy                   | Mejor canción gospel                                               | «Our God»                                                          | Nominado  |
| 2012 | Premios Grammy                   | Mejor interpretación de música cristiana gospel/contemporánea      | «I Lift My Hands»                                                  | Nominado  |
| 2012 | Premios Grammy                   | Mejor canción de música cristiana contemporánea                    | «I Lift My Hands»                                                  | Nominado  |
| 2012 | Premios Grammy                   | Mejor álbum de música cristiana contemporánea                      | And If Our God Is for Us...                                        | Ganador   |
| 2013 | Premios Grammy                   | Mejor canción de música cristiana contemporánea                    | «White Flag»                                                       | Nominado* |
| 2014 | Premios Grammy                   | Mejor canción de música cristiana contemporánea                    | «Whom Shall I Fear (God of Angel Armies)»                          | Nominado  |
| 2014 | Premios Grammy                   | Mejor álbum de música cristiana contemporánea                      | Burning Lights                                                     | Nominado  |
| 2016 | Premios Grammy                   | Mejor álbum de música cristiana contemporánea                      | Love Ran Red                                                       | Nominado  |
| 2005 | GMA Dove Awards                  | Álbum de alabanza y adoración del año                              | Arriving                                                           | Nominado  |
| 2006 | GMA Dove Awards                  | Artista del año                                                    | Chris Tomlin                                                       | Ganador   |
| 2006 | GMA Dove Awards                  | Vocalista masculino del año                                        | Chris Tomlin                                                       | Ganador   |
| 2006 | GMA Dove Awards                  | Canción del año                                                    | «Holy Is The Lord»                                                 | Nominado  |
| 2006 | GMA Dove Awards                  | Canción del año                                                    | «How Great Is Our God»                                             | Ganador   |
| 2006 | GMA Dove Awards                  | Canción del año                                                    | «Indescribable»                                                    | Nominado  |
| 2006 | GMA Dove Awards                  | Canción de adoración del año                                       | «Holy Is The Lord»                                                 | Nominado  |
| 2006 | GMA Dove Awards                  | Canción de adoración del año                                       | «How Great Is Our God»                                             | Ganador   |
| 2006 | GMA Dove Awards                  | Canción de adoración del año                                       | «Indescribable»                                                    | Nominado  |
| 2006 | GMA Dove Awards                  | Álbum de evento especial del año                                   | Music Inspired by The Chronicles of Narnia                         | Ganador*  |
| 2006 | GMA Dove Awards                  | Álbum de evento especial del año                                   | Passion: How Great Is Our God                                      | Nominado* |
| 2006 | GMA Dove Awards                  | Álbum de evento especial del año                                   | WOW Christmas: Green                                               | Nominado* |
| 2007 | GMA Dove Awards                  | Artista del año                                                    | Chris Tomlin                                                       | Ganador   |
| 2007 | GMA Dove Awards                  | Vocalista masculino del año                                        | Chris Tomlin                                                       | Ganador   |
| 2007 | GMA Dove Awards                  | Canción del año                                                    | «Made To Worship»                                                  | Nominado  |
| 2007 | GMA Dove Awards                  | Canción pop/contemporánea del año                                  | «Made To Worship»                                                  | Nominado  |
| 2007 | GMA Dove Awards                  | Álbum pop/contemporáneo del año                                    | See The Morning                                                    | Ganador   |
| 2007 | GMA Dove Awards                  | Canción de adoración del año                                       | «Holy Is The Lord»                                                 | Ganador   |
| 2007 | GMA Dove Awards                  | Canción de adoración del año                                       | «Made To Worship»                                                  | Nominado  |
| 2007 | GMA Dove Awards                  | Álbum de alabanza y adoración del año                              | See The Morning                                                    | Ganador   |
| 2007 | GMA Dove Awards                  | Álbum de evento especial del año                                   | Passion: Everything Glorious                                       | Ganador*  |
| 2008 | GMA Dove Awards                  | Artista del año                                                    | Chris Tomlin                                                       | Nominado  |
| 2008 | GMA Dove Awards                  | Vocalista masculino del año                                        | Chris Tomlin                                                       | Ganador   |
| 2008 | GMA Dove Awards                  | Canción del año                                                    | «Amazing Grace (My Chains Are Gone)»                               | Nominado  |
| 2008 | GMA Dove Awards                  | Canción de adoración del año                                       | «Amazing Grace (My Chains Are Gone)»                               | Nominado  |
| 2008 | GMA Dove Awards                  | Canción de adoración del año                                       | «How Great Is Our God»                                             | Ganador   |
| 2008 | GMA Dove Awards                  | Álbum de evento especial del año                                   | Music Inspired By the Motion Picture Amazing Grace                 | Nominado* |
| 2009 | GMA Dove Awards                  | Artista del año                                                    | Chris Tomlin                                                       | Nominado  |
| 2009 | GMA Dove Awards                  | Vocalista masculino del año                                        | Chris Tomlin                                                       | Nominado  |
| 2009 | GMA Dove Awards                  | Canción del año                                                    | «Amazing Grace (My Chains Are Gone)»                               | Nominado  |
| 2009 | GMA Dove Awards                  | Canción de adoración del año                                       | «Jesus Messiah»                                                    | Nominado  |
| 2009 | GMA Dove Awards                  | Álbum de alabanza y adoración del año                              | Hello Love                                                         | Nominado  |
| 2009 | GMA Dove Awards                  | Álbum de evento especial del año                                   | Passion: God of This City                                          | Ganador*  |
| 2009 | GMA Dove Awards                  | Canción gospel/contemporánea del año                               | «How Great Is Our God»                                             | Ganador   |
| 2010 | GMA Dove Awards                  | Canción del año                                                    | «I Will Rise»                                                      | Nominado  |
| 2010 | GMA Dove Awards                  | Canción de adoración del año                                       | «I Will Rise»                                                      | Nominado  |
| 2010 | GMA Dove Awards                  | Álbum de Navidad del año                                           | Glory in the Highest: Christmas Songs of Worship                   | Nominado  |
| 2011 | GMA Dove Awards                  | Artista del año                                                    | Chris Tomlin                                                       | Nominado  |
| 2011 | GMA Dove Awards                  | Vocalista masculino del año                                        | Chris Tomlin                                                       | Nominado  |
| 2011 | GMA Dove Awards                  | Canción del año                                                    | «Our God»                                                          | Nominado  |
| 2011 | GMA Dove Awards                  | Canción de adoración del año                                       | «Our God»                                                          | Ganador   |
| 2011 | GMA Dove Awards                  | Álbum de alabanza y adoración del año                              | Passion: Awakening                                                 | Nominado* |
| 2011 | GMA Dove Awards                  | Álbum de evento especial del año                                   | Passion: Awakening                                                 | Ganador*  |
| 2012 | GMA Dove Awards                  | Vocalista masculino del año                                        | Chris Tomlin                                                       | Nominado  |
| 2012 | GMA Dove Awards                  | Álbum de alabanza y adoración del año                              | And If Our God Is For Us...                                        | Nominado  |
| 2012 | GMA Dove Awards                  | Álbum de evento especial del año                                   | Passion: Here for You                                              | Nominado* |
| 2012 | GMA Dove Awards                  | Álbum de evento especial del año                                   | Music Inspired by "The Story"                                      | Ganador*  |
| 2012 | GMA Dove Awards                  | Video musical versión corta del año                                | I Lift My Hands                                                    | Nominado  |
| 2013 | GMA Dove Awards                  | Canción del año                                                    | «Whom Shall I Fear (God of Angel Armies)»                          | Nominado  |
| 2013 | GMA Dove Awards                  | Artista del año                                                    | Chris Tomlin                                                       | Nominado  |
| 2013 | GMA Dove Awards                  | Canción de alabanza y adoración del año                            | «Whom Shall I Fear (God of Angel Armies)»                          | Nominado  |
| 2013 | GMA Dove Awards                  | Álbum pop/contemporáneo del año                                    | Burning Lights                                                     | Nominado  |
| 2013 | GMA Dove Awards                  | Álbum de evento especial del año                                   | Passion: Let The Future Begin                                      | Ganador*  |
| 2013 | GMA Dove Awards                  | Álbum de evento especial del año                                   | Passion: White Flag                                                | Nominado* |
| 2013 | GMA Dove Awards                  | Álbum de alabanza y adoración del año                              | Burning Lights                                                     | Ganador   |
| 2013 | GMA Dove Awards                  | Álbum de alabanza y adoración del año                              | Passion: Let The Future Begin                                      | Nominado* |
| 2013 | GMA Dove Awards                  | Álbum de alabanza y adoración del año                              | Passion: White Flag                                                | Nominado* |
| 2014 | GMA Dove Awards                  | Compositor del año                                                 | Chris Tomlin                                                       | Ganador   |
| 2014 | GMA Dove Awards                  | Álbum de evento especial del año                                   | Passion: Take It All                                               | Nominado* |
| 2014 | GMA Dove Awards                  | Álbum de alabanza y adoración del año                              | Passion: Take It All                                               | Nominado* |
| 2015 | GMA Dove Awards                  | Compositor del año                                                 | Chris Tomlin                                                       | Nominado  |
| 2015 | GMA Dove Awards                  | Artista cristiano contemporáneo del año                            | Chris Tomlin                                                       | Nominado  |
| 2015 | GMA Dove Awards                  | Álbum pop/contemporáneo del año                                    | Love Ran Red                                                       | Nominado  |
| 2015 | GMA Dove Awards                  | Álbum de adoración del año                                         | Love Ran Red                                                       | Nominado  |
| 2015 | GMA Dove Awards                  | Álbum de adoración del año                                         | Passion: Even So Come'                                             | Nominado* |
| 2016 | GMA Dove Awards                  | Canción del año                                                    | «Good, Good Father»                                                | Ganador*  |
| 2016 | GMA Dove Awards                  | Compositor del año                                                 | Chris Tomlin                                                       | Nominado  |
| 2016 | GMA Dove Awards                  | Canción pop/contemporánea del año                                  | «Good, Good Father»                                                | Nominado* |
| 2016 | GMA Dove Awards                  | Canción inspiracional del año                                      | «Let It Be Jesus»                                                  | Nominado* |
| 2016 | GMA Dove Awards                  | Canción de adoración del año                                       | «Good, Good Father»                                                | Nominado* |
| 2016 | GMA Dove Awards                  | Canción de adoración del año                                       | «Even So Come»                                                     | Nominado* |
| 2016 | GMA Dove Awards                  | Álbum de evento especial del año                                   | Passion: Salvation's Tide Is Rising                                | Nominado* |
| 2016 | GMA Dove Awards                  | Álbum de Navidad del año                                           | Adore: Christmas Songs of Worship (Live)                           | Nominado  |
| 2016 | GMA Dove Awards                  | Honrado con el Premio SoundExchange por 1 billón de reproducciones | Honrado con el Premio SoundExchange por 1 billón de reproducciones | Ganador*  |
| 2013 | American Music Awards            | Artista inspiracional contemporáneo favorito                       | Chris Tomlin                                                       | Nominado  |
| 2011 | Billboard Music Awards           | Mejor artista cristiano                                            | Chris Tomlin                                                       | Ganador   |
| 2011 | Billboard Music Awards           | Mejor canción cristiana                                            | «Our God»                                                          | Ganador   |
| 2011 | Billboard Music Awards           | Mejor álbum cristiano                                              | And If Our God Is for Us...                                        | Nominado  |
| 2012 | Billboard Music Awards           | Mejor artista cristiano                                            | Chris Tomlin                                                       | Nominado  |
| 2013 | Billboard Music Awards           | Mejor artista cristiano                                            | Chris Tomlin                                                       | Nominado  |
| 2014 | Billboard Music Awards           | Mejor artista cristiano                                            | Chris Tomlin                                                       | Ganador   |
| 2014 | Billboard Music Awards           | Mejor canción cristiana                                            | «Whom Shall I Fear (God of Angel Armies)»                          | Nominado  |
| 2014 | Billboard Music Awards           | Mejor álbum cristiano                                              | Burning Lights                                                     | Nominado  |
| 2015 | Billboard Music Awards           | Mejor álbum cristiano                                              | Love Ran Red                                                       | Nominado  |
| 2013 | K-LOVE Fan Awards                | Canción del año                                                    | «Whom Shall I Fear»                                                | Nominado  |
| 2013 | K-LOVE Fan Awards                | Artista masculino del año                                          | Chris Tomlin                                                       | Ganador   |
| 2014 | K-LOVE Fan Awards                | Artista del año                                                    | Chris Tomlin                                                       | Nominado  |
| 2014 | K-LOVE Fan Awards                | Artista masculino del año                                          | Chris Tomlin                                                       | Ganador   |
| 2014 | K-LOVE Fan Awards                | Canción de adoración del año                                       | «God's Great Dance Floor»                                          | Nominado  |
| 2015 | K-LOVE Fan Awards                | Artista masculino del año                                          | Chris Tomlin                                                       | Ganador   |
| 2015 | K-LOVE Fan Awards                | Canción de adoración del año                                       | «Jesus Loves Me»                                                   | Nominado  |
| 2015 | K-LOVE Fan Awards                | Artista del año                                                    | Chris Tomlin                                                       | Nominado  |
| 2005 | American Christian Music Awards  | Artista masculino contemporáneo favorito                           | Chris Tomlin                                                       | Nominado  |
| 2006 | ASCAP Christian Music Awards     | Una de las canciones más reproducidas                              | «Holy Is The Lord»                                                 | Ganador   |
| 2006 | ASCAP Christian Music Awards     | Una de las canciones más reproducidas                              | «Indescribable»                                                    | Ganador   |
| 2006 | ASCAP Christian Music Awards     | Una de las canciones más reproducidas                              | «The Way I Was Made»                                               | Ganador   |
| 2007 | ASCAP Christian Music Awards     | Compositor cristiano del año                                       | Chris Tomlin                                                       | Ganador   |
| 2007 | ASCAP Christian Music Awards     | Una de las canciones más reproducidas                              | «How Great Is Our God»                                             | Ganador   |
| 2007 | ASCAP Christian Music Awards     | Una de las canciones más reproducidas                              | «Made To Worship»                                                  | Ganador   |
| 2010 | ASCAP Christian Music Awards     | Una de las canciones más reproducidas                              | «I Will Rise»                                                      | Ganador   |
| 2010 | ASCAP Christian Music Awards     | Una de las canciones más reproducidas                              | «Sing, Sing, Sing»                                                 | Ganador   |
| 2011 | ASCAP Christian Music Awards     | Una de las canciones más reproducidas                              | «I Will Follow»                                                    | Ganador   |
| 2011 | ASCAP Christian Music Awards     | Una de las canciones más reproducidas                              | «Our God»                                                          | Ganador   |
| 2012 | ASCAP Christian Music Awards     | Una de las canciones más reproducidas                              | «I Lift My Hands»                                                  | Ganador   |
| 2013 | ASCAP Christian Music Awards     | Una de las canciones más reproducidas                              | «White Flag»                                                       | Ganador*  |
| 2014 | ASCAP Christian Music Awards     | Una de las canciones más reproducidas                              | «God's Great Dance Floor»                                          | Ganador   |
| 2012 | Premios Arpa                     | Compositor del año                                                 | «Mi Dios»                                                          | Nominado  |
| 2011 | About.com Readers' Choice Awards | Mejor vocalista cristiano masculino                                | Chris Tomlin                                                       | Nominado  |
| 2011 | About.com Readers' Choice Awards | Mejor artista inspiracional                                        | Chris Tomlin                                                       | Nominado  |
| 2012 | About.com Readers' Choice Awards | Mejor artista inspiracional                                        | Chris Tomlin                                                       | Nominado  |
| 2009 | Visionary Awards                 | Artista masculino del año                                          | Chris Tomlin                                                       | Nominado  |
| 2009 | Visionary Awards                 | Canción del año                                                    | «Jesus Messiah»                                                    | Nominado  |
| 2010 | Visionary Awards                 | Artista masculino del año                                          | Chris Tomlin                                                       | Ganador   |
| 2010 | Visionary Awards                 | Artista masculino inspiracional del año                            | Chris Tomlin                                                       | Ganador   |
| 2010 | Visionary Awards                 | Video del año                                                      | «I Will Rise»                                                      | Ganador   |
| 2006 | Premios AMCL                     | Canción inglesa del año                                            | «How Great Is Our God»                                             | Nominado  |
| 2006 | Premios AMCL                     | Álbum inglés del año                                               | See The Morning                                                    | Nominado  |
| 2007 | Premios AMCL                     | Canción inglesa del año                                            | «Amazing Grace (My Chains Are Gone)»                               | Ganador   |
| 2008 | Premios AMCL                     | Artista inglés del año                                             | Chris Tomlin                                                       | Nominado  |
| 2011 | Premios AMCL                     | Artista inglés del año                                             | Chris Tomlin                                                       | Nominado  |
| 2011 | Premios AMCL                     | Álbum inglés del año                                               | And If Our God Is for Us...                                        | Nominado  |
| 2011 | Premios AMCL                     | Video inglés del año                                               | I Lift My Hands                                                    | Nominado  |
| 2013 | Premios AMCL                     | Artista inglés del año                                             | Chris Tomlin                                                       | Nominado  |
| 2013 | Premios AMCL                     | Álbum inglés del año                                               | Burning Lights                                                     | Nominado  |
| 2013 | Premios AMCL                     | Canción góspel contemporánea del año                               | «Whom Shall I Fear (God of Angel Armies)»                          | Nominado  |
| 2008 | Covenant Awards                  | Canción de alabanza y adoración del año                            | «Your Grace Is Enough»                                             | Nominado  |
| 2008 | Covenant Awards                  | Canción del año                                                    | «Your Grace Is Enough»                                             | Nominado  |
| 2013 | Covenant Awards                  | Canción internacional del año                                      | «Whom Shall I Fear (God of Angel Armies)»                          | Ganador   |
| 2013 | Covenant Awards                  | Álbum internacional del año                                        | Burning Lights                                                     | Nominado  |
| 2004 | Praise Awards                    | Mejor compilación                                                  | Passion: Hymns Ancient and Modern                                  | Ganador   |
| 2004 | Praise Awards                    | Mejor canción de alabanza y adoración                              | «How Great Is Our God»                                             | Ganador   |
| 2007 | BMI Christian Music Awards       | Top 5 canciones inspiracionales más sonadas                        | «How Great Is Our God»                                             | Ganador   |
| 2008 | BMI Christian Music Awards       | Canción del año                                                    | «Made To Worship»                                                  | Ganador   |
| 2008 | BMI Christian Music Awards       | Una de las canciones más sonadas en la radio                       | «How Can I Keep From Singing?»                                     | Ganador   |
| 2008 | BMI Christian Music Awards       | Una de las canciones más sonadas de la radio                       | «Made To Worship»                                                  | Ganador   |
| 2009 | BMI Christian Music Awards       | Una de las canciones más sonadas de la radio                       | «Your Grace Is Enough»                                             | Ganador   |
| 2010 | BMI Christian Music Awards       | Una de las canciones más sonadas de la radio                       | «I Will Rise»                                                      | Ganador   |
| 2010 | BMI Christian Music Awards       | Una de las canciones más sonadas de la radio                       | «Jesus Messiah»                                                    | Ganador   |
| 2011 | BMI Christian Music Awards       | Una de las canciones más sonadas de la radio                       | «Our God»                                                          | Ganador   |
| 2012 | BMI Christian Music Awards       | Una de las canciones más sonadas de la radio                       | «I Lift My Hands»                                                  | Ganador   |
| 2014 | BMI Christian Music Awards       | Canción del año                                                    | «Whom Shall I Fear (God of Angel Armies)»                          | Ganador   |
| 2014 | BMI Christian Music Awards       | Compositor del año                                                 | Chris Tomlin                                                       | Ganador   |
| 2014 | BMI Christian Music Awards       | Una de las canciones más sonadas de la radio                       | «White Flag»                                                       | Ganador*  |
| 2014 | BMI Christian Music Awards       | Una de las canciones más sonadas de la radio                       | «Whom Shall I Fear (God of Angel Armies)»                          | Ganador   |

Actualmente Chris Tomlin es uno de los más grandes artistas de la música cristiana, llevando fe y esperanza por medio de la música a la vida de muchas personas, y así, glorificando el nombre de Dios.